# سلابتسه
سلابتسه (به لاتین: Slabce) یک منطقهٔ مسکونی در جمهوری چک است که در ناحیه راکوونیک واقع شده‌است.